# Anaspis melanostoma
Anaspis melanostoma är en skalbaggsart som beskrevs av Costa 1854. Anaspis melanostoma ingår i släktet Anaspis, och familjen ristbaggar. Arten har ej påträffats i Sverige.